# Tamponga
Tamponga är en ort i Burkina Faso.   Den ligger i provinsen Province du Bam och regionen Centre-Nord, i den centrala delen av landet, 120 km norr om huvudstaden Ouagadougou. Tamponga ligger 322 meter över havet och antalet invånare är 491. Den ligger vid sjön Lac de Bam.
Terrängen runt Tamponga är platt. Närmaste större samhälle är Kongoussi, 12,0 km söder om Tamponga.
Trakten runt Tamponga består i huvudsak av gräsmarker. Runt Tamponga är det ganska tätbefolkat, med 54 invånare per kvadratkilometer.